# Diego Laxalt
Diego Laxalt, vollständiger Name Diego Sebastián Laxalt Suárez, (* 7. Februar 1993 in Cerro, Montevideo) ist ein uruguayischer Fußballspieler. Der Flügelspieler steht beim FK Dynamo Moskau unter Vertrag und war Nationalspieler.

## Karriere

### Verein
Der im Viertel Santa Catalina im Barrio Cerro geborene Sohn eines Automechanikers und einer Lehrerin fing bereits im Alter von drei Jahren und neun Monaten mit dem Fußballspielen an, als er zum ersten Mal Baby fútbol, eine südamerikanische Art von Hallenfußball, spielte. Zunächst spielte Laxalt in einem Klub im Barrio und anschließend bei Cerro Junior. Im Alter von neun Jahren schloss er sich Defensor Sporting an und durchlief die Jugendmannschaften. Seine Profikarriere begann der schnelle Mittelfeldspieler dann auch bei Defensor, wo er am 1. September 2012 in der uruguayischen Primera División gegen die Montevideo Wanderers debütierte. Am 24. Februar 2012 erzielte er bei einem 1:0-Sieg über Nacional Montevideo sein erstes Ligator.
Zur Saison 2013/14 wechselte Laxalt in die italienische Serie A zu Inter Mailand. Er unterschrieb einen Fünfjahresvertrag bis zum 30. Juni 2018. In derselben Transferperiode wurde er jedoch im August 2013 im Rahmen des Transfers von Saphir Taïder zu Inter bis zum Saisonende an dessen Verein FC Bologna ausgeliehen. Die Bolognesen sicherten sich zudem eine Option auf 50 Prozent der Transferrechte. Dort debütierte er am 25. September 2013 in der Serie-A-Partie gegen den AC Mailand. Direkt in seinem ersten Einsatz steuerte er zwei Treffer zum 3:3-Unentschieden bei. Insgesamt absolvierte er für Bologna in der Spielzeit 2013/14 15 Ligaspiele (zwei Tore).
Zur Saison 2014/15 wurde Laxalt an den FC Empoli weiterverliehen. Dabei erhielt der aufnehmende Klub eine Kaufoption sowie Inter eine Rückholoption. In der Saisonhinrunde kam er bei Empoli zu vier Erstligaeinsätzen (kein Tor).
Ende Januar 2015 wurde er nach Auflösung des Leihvertrags mit Empoli seitens Inter für 18 Monate an den von Gian Piero Gasperini trainierten CFC Genua ausgeliehen. Bis zum Ende der Saison 2015/16, die der CFC Genua als Tabellensechster abschloss, wurde er dort achtmal (kein Tor) in der Serie A eingesetzt. Zur Saison 2016/17 erwarb der CFC Genua die Transferrechte an Laxalt. Während der Spielzeit bestritt er insgesamt 36 Erstligaspiele und schoss ein Tor.
Am 17. August 2018 wechselte Diego Laxalt zur AC Mailand. Er unterschrieb einen Vierjahresvertrag bis zum 30. Juni 2022. In seinem ersten Jahr absolvierte er 20 Ligaspiele.
Ende August 2019 wurde er an den Ligakonkurrenten FC Turin für die Saison 2019/20 mit anschließender Kaufoption ausgeliehen. Diese Leihe wurde Ende Januar 2020 kurz vor Ende des Transferfensters vorzeitig abgebrochen und Laxalt kehrte in den Kader der AC Mailand zurück.
Die AC Mailand beschloss Anfang Oktober 2020 kurz vor Ende der Transferperiode, den Verteidiger bis zum Ende der Saison 2020/21 in die Scottish Premiership an Celtic Glasgow zu verleihen.
Zur Saison 2021/22 wechselte Laxalt in die russische Premjer-Liga zu FK Dynamo Moskau, der Außenverteidiger unterschrieb einen Vertrag bis zum 30. Juni 2024.

### Nationalmannschaft
Laxalt gehörte dem Kader der uruguayischen U20-Auswahl an. In dieser debütierte er unter Trainer Juan Verzeri am 6. Juni 2012 im Freundschaftsländerspiel bei einem 4:2-Sieg über die USA. Mit der U20-Nationalmannschaft von Uruguay nahm Laxalt an der U20-Südamerikameisterschaft 2013 in Argentinien teil, bei der sein Team den dritten Rang erreichte. Während der U20-Weltmeisterschaft 2013 in der Türkei, wo die uruguayische Auswahl erst im Finale an Frankreich scheiterte, wurde Laxalt in allen sieben Spielen seiner Mannschaft eingesetzt und gehörte zu ihren besten Akteuren. Insgesamt absolvierte er 16 U20-Länderspiele und erzielte dabei einen Treffer.
Laxalt wurde bereits für die WM-Qualifikationsspiele gegen Brasilien und Peru Ende März 2016 in das Aufgebot der A-Nationalmannschaft Uruguays berufen. Er debütierte dort schließlich am 6. Oktober 2016 im mit 3:0 gewonnenen WM-Qualifikationsspiel gegen Venezuela, als er von Trainer Tabárez in der 79. Spielminute für Cristian Rodríguez eingewechselt wurde. Bislang absolvierte Laxalt zehn A-Länderspiele. 

## Erfolge
- U20-Weltmeisterschaft: Zweiter 2013
- U20-Südamerikameisterschaft: Dritter 2013
- Schottischer Pokalsieger: 2020